# Stan Rowley
Stanley Rupert Rowley (Young, 11 de setembro de 1876 - Sydney, 1 de abril de 1924) foi um atleta e campeão olímpico australiano.
Competidor pela Austrália nos Jogos Olímpicos de Paris 1900, Rowley, ganhou três medalhas de bronze individuais, nos 60 m, 100 m e 200 m. Sua medalha de ouro foi conquistada integrando a equipe mista dos 5000 m por equipes, junto com os britânicos John Rimmer, Alfred Tysoe, Charles Bennett e Sidney Robinson, numa época em que equipes formadas por atletas de diferentes países era permitida nos Jogos.
Um velocista sem experiência em provas de meio-fundo, ele foi incluído na equipe de maneira a preencher a cota de cinco competidores exigidos para a formação de um time. Rowley correu apenas uma volta e passou a caminhar pela pista. Faltando 1500 m, os fiscais da prova decidiram que era inútil ele continuar andando e lhe conferiram o décimo - apenas duas equipes participaram - e último lugar. Mesmo assim, com a soma dos pontos da colocação com os outros integrantes britânicos, o time misto ficou com a medalha de ouro, incluindo ele.